# Fångad av en stormvind
Fångad av en stormvind – singel szwedzkiej piosenkarki Caroli Häggkvist, wydany 7 marca 1991 i umieszczony na jej trzecim albumie kompilacyjnym, zatytułowanym Hits. Piosenkę napisał i wyprodukował Stephan Berg.
31 marca 1991 kompozycja wygrała finał Melodifestivalen, dzięki czemu reprezentowała Szwecję w 36. Konkursie Piosenki Eurowizji w Rzymie. 4 maja zajęła pierwsze miejsce w konkursie po zdobyciu 146 punktów.
Piosenka została nagrana przez piosenkarkę również w języku angielskim jako „Captured by a Stormwind”.

## Lista utworów
Maxi singel
1. „Captured by a Lovestorm” – 3:00
2. „Fångad av en stormvind” (Swedish Version) – 3:00
3. „Captured by a Lovestorm” (12" Hurricane Remix) – 5:37
4. „Captured by a Lovestorm” (7" Hurricane Remix) – 3:03

Singel 12″
1. „Captured by a Lovestorm” (12" Hurricane Remix) – 5:37
2. „Captured by a Lovestorm” – 3:00
3. „Captured by a Lovestorm” (7" Hurricane Remix) – 3:03

Singel 7″
1. „Fångad av en stormvind” – 3:00
2. „Captured by a Lovestorm” – 3:00

## Notowania na listach przebojów
| Lista (1982)              | Pozycja |
| ------------------------- | ------- |
| Austria                   | 22      |
| Belgia (Flandria)         | 15      |
| Holandia (Single Top 100) | 65      |
| Norwegia                  | 6       |
| Szwecja                   | 3       |

## Certyfikaty
| Państwo | Certyfikat | Sprzedaż |
| ------- | ---------- | -------- |
| Szwecja | złoto      | 25 000+  |